# 소닉 러너즈
소닉 러너즈(Sonic Runners)는 소닉 팀이 개발하고 iOS와 안드로이드로 만든 플랫폼 게임으로, 2016년 7월 중순에 서비스가 종료되었다. 1년후 한 때는 모바일 게임 유통 관계였던 게임로프트가 개발 및 유통을 맡고 세가로부터 감수 받아 Sonic Runners Adventure (소닉 러너즈 어드벤쳐)라는 명으로 iOS로 출시되었는데 다운받으려면 게임로프트 스토어에서 결제해야 받을 수 있다.

## 평가
| 평가 |        |
| --- | ------ |
| 통합 점수 통합사 점수 메타크리틱 51/100 [ a ] [ 1 ] 평론 점수 평론사 점수 디스트럭토이드 6/10 [ 2 ] The Jimquisition 4.5/10 [ 3 ] TouchArcade [ 4 ] |        |
| 통합 점수 |        |
| 통합사 | 점수   |
| 메타크리틱 | 51/100 |
| 평론 점수 |        |
| 평론사 | 점수   |
| 디스트럭토이드 | 6/10   |
| The Jimquisition | 4.5/10 |
| TouchArcade | [ 4 ]  |

## 스토리
소닉 로스트 월드 이후의 이야기다

## 소닉 러너즈 리바이버
소닉 러너즈 리바이버(부활)은 소닉 러너즈를 소닉 팬들이 다시 탄생시킨 게임으로 유튜브에서 소닉 러너즈 리바이버라는 채널과 동시에 소닉 러너즈 리바이버라는 영상이 올라왔다. 동영상 설명란에 홈페이지 링크(APK 다운)이 있다. 많은 소닉 팬들이 이 게임임을 다운받았다.